# 지린인민방송
지린인민방송(길림인민광파전대. 중국어 간체자: 吉林人民广播电台, 정체자: 吉林人民廣播電臺)은 중화인민공화국 지린성의 성급방송국이다.